# Lijst van politieke en geografische grenzen

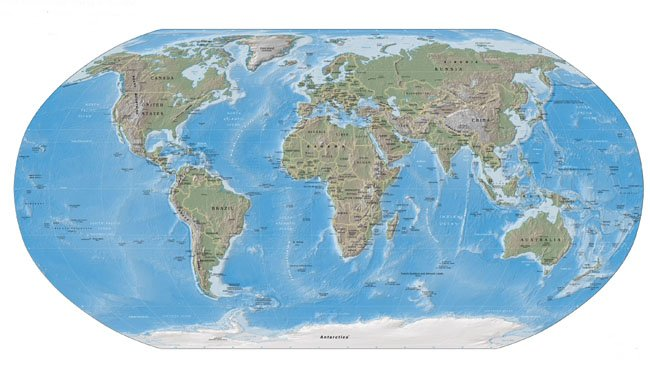
Wereldkaart

Hieronder zijn verschillende lijsten te vinden van landen en afhankelijke gebieden met hun landsgrenzen en aan welke oceanen en zeeën deze grenzen. Het eerste gedeelte beschrijft de grenzen en randen van continenten en oceanen/zeeën. Betwiste gebieden zijn niet meegenomen. Bij het aantal drielandenpunten zijn alleen de drielandenpunten op het land geteld; niet die op zee of in een groot meer liggen.

## Landen
| Land                           | Continent     | Buurlanden / -gebieden | Drielanden- punten | Oceanen / Zeeën                                                                                  |
| ------------------------------ | ------------- | --- | ------------------ | ------------------------------------------------------------------------------------------------ |
| Afghanistan                    | Azië          | China Iran Oezbekistan Pakistan Tadzjikistan Turkmenistan                                                                                 | 6                  |                                                                                                  |
| Albanië                        | Europa        | Griekenland Kosovo Noord-Macedonië Montenegro Servië                                                                                      | 3                  | Adriatische Zee Ionische Zee                                                                     |
| Algerije                       | Afrika        | Libië Mali Marokko Mauritanië Niger Tunesië Westelijke Sahara/SADR                                                                        | 6                  | Middellandse Zee                                                                                 |
| Andorra                        | Europa        | Frankrijk Spanje | 2                  |                                                                                                  |
| Angola                         | Afrika        | Congo-Brazzaville Congo-Kinshasa Namibië Zambia                                                                                           | 3                  | Atlantische Oceaan                                                                               |
| Antigua en Barbuda             | Noord-Amerika | | 0                  | Caraïbische Zee                                                                                  |
| Argentinië                     | Zuid-Amerika  | Bolivia Brazilië Chili Paraguay Uruguay                                                                                                   | 4                  | Atlantische Oceaan Scotiazee                                                                     |
| Armenië                        | Azië          | Azerbeidzjan Georgië Iran Turkije | 5                  |                                                                                                  |
| Australië                      | Oceanië       | | 0                  | Arafurazee Grote Oceaan Indische Oceaan Koraalzee Tasmanzee Timorzee                             |
| Azerbeidzjan                   | Azië/Europa   | Armenië Georgië Iran Rusland Turkije | 6                  | Kaspische Zee                                                                                    |
| Bahama's                       | Noord-Amerika | | 0                  | Atlantische Oceaan                                                                               |
| Bahrein                        | Azië          | Saoedi-Arabië | 0                  | Perzische Golf                                                                                   |
| Bangladesh                     | Azië          | India Myanmar | 1                  | Golf van Bengalen                                                                                |
| Barbados                       | Noord-Amerika | | 0                  | Atlantische Oceaan                                                                               |
| België                         | Europa        | Duitsland Frankrijk Luxemburg Nederland                                                                                                   | 3                  | Noordzee                                                                                         |
| Belize                         | Noord-Amerika | Guatemala Mexico | 1                  | Caraïbische Zee                                                                                  |
| Benin                          | Afrika        | Burkina Faso Niger Nigeria Togo | 3                  | Golf van Guinee                                                                                  |
| Bhutan                         | Azië          | China India | 2                  |                                                                                                  |
| Bolivia                        | Zuid-Amerika  | Argentinië Brazilië Chili Peru Paraguay                                                                                                   | 5                  |                                                                                                  |
| Bosnië en Herzegovina          | Europa        | Kroatië Montenegro Servië | 3                  | Adriatische Zee                                                                                  |
| Botswana                       | Afrika        | Namibië Zambia Zimbabwe Zuid-Afrika | 4                  |                                                                                                  |
| Brazilië                       | Zuid-Amerika  | Argentinië Bolivia Colombia Frankrijk Guyana Paraguay Peru Suriname Uruguay Venezuela                                                     | 9                  | Atlantische Oceaan                                                                               |
| Brunei                         | Azië          | Maleisië | 0                  | Zuid-Chinese Zee                                                                                 |
| Bulgarije                      | Europa        | Griekenland Noord-Macedonië Roemenië Servië Turkije                                                                                       | 4                  | Zwarte Zee                                                                                       |
| Burkina Faso                   | Afrika        | Benin Ghana Mali Niger Nigeria Togo | 6                  |                                                                                                  |
| Burundi                        | Afrika        | Congo-Kinshasa Rwanda Tanzania | 2                  |                                                                                                  |
| Cambodja                       | Azië          | Laos Thailand Vietnam | 2                  | Golf van Thailand Zuid-Chinese Zee                                                               |
| Canada                         | Noord-Amerika | Verenigde Staten | 0                  | Atlantische Oceaan Baffinbaai Beaufortzee Grote Oceaan Hudsonbaai Labradorzee Noordelijke IJszee |
| Centraal-Afrikaanse Republiek  | Afrika        | Kameroen Tsjaad Congo-Kinshasa Congo-Brazzaville Soedan Zuid-Soedan                                                                       | 6                  |                                                                                                  |
| Chili                          | Zuid-Amerika  | Argentinië Bolivia Peru | 2                  | Grote Oceaan                                                                                     |
| China                          | Azië          | Afghanistan Bhutan Hongkong India Kazachstan Kirgizië Laos Macau Mongolië Myanmar Nepal Noord-Korea Pakistan Rusland Tadzjikistan Vietnam | 16                 | Gele Zee Oost-Chinese Zee Zuid-Chinese Zee                                                       |
| Colombia                       | Zuid-Amerika  | Brazilië Ecuador Panama Peru Venezuela | 3                  | Grote Oceaan Caraïbische Zee                                                                     |
| Comoren                        | Afrika        | | 0                  | Indische Oceaan                                                                                  |
| Congo-Brazzaville              | Afrika        | Angola Congo-Kinshasa Centraal-Afrikaanse Republiek Gabon Kameroen                                                                        | 4                  | Atlantische Oceaan                                                                               |
| Congo-Kinshasa                 | Afrika        | Angola Burundi Centraal-Afrikaanse Republiek Congo-Brazzaville Oeganda Rwanda Tanzania Zambia Zuid-Soedan                                 | 7                  | Atlantische Oceaan                                                                               |
| Costa Rica                     | Noord-Amerika | Nicaragua Panama | 0                  | Grote Oceaan Caraïbische Zee                                                                     |
| Cuba                           | Noord-Amerika | | 0                  | Caraïbische Zee Golf van Mexico                                                                  |
| Cyprus                         | Europa        | Akrotiri en Dhekelia | 0                  | Middellandse Zee                                                                                 |
| Denemarken                     | Europa        | Duitsland | 0                  | Noordzee Oostzee                                                                                 |
| Djibouti                       | Afrika        | Eritrea Ethiopië Somalië | 1                  | Golf van Aden Rode Zee                                                                           |
| Dominica                       | Noord-Amerika | | 0                  | Atlantische Oceaan Caraïbische Zee                                                               |
| Dominicaanse Republiek         | Noord-Amerika | Haïti | 0                  | Atlantische Oceaan Caraïbische Zee                                                               |
| Duitsland                      | Europa        | België Denemarken Frankrijk Luxemburg Nederland Polen Oostenrijk Tsjechië Zwitserland                                                     | 7                  | Oostzee Noordzee                                                                                 |
| Ecuador                        | Zuid-Amerika  | Colombia Peru | 1                  | Grote Oceaan                                                                                     |
| Egypte                         | Afrika        | Israël Libië Soedan | 1                  | Middellandse Zee Rode Zee                                                                        |
| El Salvador                    | Noord-Amerika | Guatemala Honduras | 1                  | Grote Oceaan                                                                                     |
| Equatoriaal-Guinea             | Afrika        | Kameroen Gabon | 1                  | Golf van Guinee                                                                                  |
| Eritrea                        | Afrika        | Djibouti Ethiopië Soedan | 2                  | Rode Zee                                                                                         |
| Estland                        | Europa        | Letland Rusland | 1                  | Finse Golf Oostzee                                                                               |
| Ethiopië                       | Afrika        | Djibouti Eritrea Kenia Soedan Somalië Zuid-Soedan                                                                                         | 6                  |                                                                                                  |
| Fiji                           | Oceanië       | | 0                  | Grote Oceaan                                                                                     |
| Filipijnen                     | Azië          | | 0                  | Celebeszee Filipijnenzee Suluzee Zuid-Chinese Zee                                                |
| Finland                        | Europa        | Noorwegen Rusland Zweden | 2                  | Finse Golf Oostzee                                                                               |
| Frankrijk                      | Europa        | Andorra België Brazilië Duitsland Italië Luxemburg Monaco Nederland Spanje Suriname Zwitserland                                           | 7                  | Atlantische Oceaan Golf van Biskaje Het Kanaal Middellandse Zee Noordzee                         |
| Gabon                          | Afrika        | Congo-Brazzaville Equatoriaal-Guinea Kameroen                                                                                             | 2                  | Golf van Guinee                                                                                  |
| Gambia                         | Afrika        | Senegal | 0                  | Atlantische Oceaan                                                                               |
| Georgië                        | Azië/Europa   | Armenië Azerbeidzjan Rusland Turkije | 3                  | Zwarte Zee                                                                                       |
| Ghana                          | Afrika        | Burkina Faso Ivoorkust Togo | 2                  | Golf van Guinee                                                                                  |
| Grenada                        | Noord-Amerika | | 0                  | Atlantische Oceaan Caraïbische Zee                                                               |
| Griekenland                    | Europa        | Albanië Bulgarije Noord-Macedonië Turkije                                                                                                 | 3                  | Egeïsche Zee Ionische Zee Middellandse Zee                                                       |
| Guatemala                      | Noord-Amerika | Belize El Salvador Honduras Mexico | 2                  | Caraïbische Zee Grote Oceaan                                                                     |
| Guinee                         | Afrika        | Ivoorkust Guinee-Bissau Liberia Mali Senegal Sierra Leone                                                                                 | 5                  | Atlantische Oceaan                                                                               |
| Guinee-Bissau                  | Afrika        | Guinee Senegal | 1                  | Atlantische Oceaan                                                                               |
| Guyana                         | Zuid-Amerika  | Brazilië Suriname Venezuela | 2                  | Atlantische Oceaan                                                                               |
| Haïti                          | Noord-Amerika | Dominicaanse Republiek | 0                  | Atlantische Oceaan Caraïbische Zee                                                               |
| Honduras                       | Noord-Amerika | El Salvador Guatemala Nicaragua | 1                  | Caraïbische Zee Grote Oceaan                                                                     |
| Hongarije                      | Europa        | Kroatië Oostenrijk Oekraïne Roemenië Servië Slovenië Slowakije                                                                            | 7                  |                                                                                                  |
| Ierland                        | Europa        | Verenigd Koninkrijk | 0                  | Atlantische Oceaan Ierse Zee Keltische Zee                                                       |
| IJsland                        | Europa        | | 0                  | Atlantische Oceaan Groenlandzee Noordelijke IJszee                                               |
| India                          | Azië          | Bangladesh Bhutan China Myanmar Nepal Pakistan                                                                                            | 7                  | Arabische Zee Golf van Bengalen Indische Oceaan                                                  |
| Indonesië                      | Azië          | Oost-Timor Maleisië Papoea-Nieuw-Guinea                                                                                                   | 0                  | Arafurazee Bandazee Celebeszee Grote Oceaan Indische Oceaan Javazee Molukse Zee Timorzee         |
| Irak                           | Azië          | Iran Jordanië Koeweit Saoedi-Arabië Syrië Turkije                                                                                         | 5                  | Perzische Golf                                                                                   |
| Iran                           | Azië          | Afghanistan Armenië Azerbeidzjan Irak Pakistan Turkije Turkmenistan                                                                       | 6                  | Golf van Oman Kaspische Zee Perzische Golf                                                       |
| Israël                         | Azië          | Egypte Jordanië Libanon Palestina Syrië                                                                                                   | 4                  | Middellandse Zee                                                                                 |
| Italië                         | Europa        | Frankrijk Oostenrijk San Marino Slovenië Vaticaanstad Zwitserland                                                                         | 3                  | Adriatische Zee Ionische Zee Middellandse Zee Tyrreense Zee                                      |
| Ivoorkust                      | Afrika        | Burkina Faso Ghana Guinee Liberia Mali | 4                  | Atlantische Oceaan                                                                               |
| Jamaica                        | Noord-Amerika | | 0                  | Caraïbische Zee                                                                                  |
| Japan                          | Azië          | | 0                  | Japanse Zee Oost-Chinese Zee Zee van Ochotsk                                                     |
| Jemen                          | Azië          | Oman Saoedi-Arabië | 1                  | Arabische Zee Golf van Aden Rode Zee                                                             |
| Jordanië                       | Azië          | Irak Israël Palestina Saoedi-Arabië Syrië                                                                                                 | 4                  | Golf van Akaba                                                                                   |
| Kaapverdië                     | Afrika        | | 0                  | Atlantische Oceaan                                                                               |
| Kameroen                       | Afrika        | Centraal-Afrikaanse Republiek Congo-Brazzaville Equatoriaal-Guinea Gabon Nigeria Tsjaad                                                   | 4                  | Golf van Guinee                                                                                  |
| Kazachstan                     | Azië/Europa   | China Kirgizië Oezbekistan Rusland Turkmenistan                                                                                           | 4                  | Kaspische Zee                                                                                    |
| Kenia                          | Afrika        | Ethiopië Oeganda Somalië Tanzania Zuid-Soedan                                                                                             | 3                  | Indische Oceaan                                                                                  |
| Kirgizië                       | Azië          | China Kazachstan Oezbekistan Tadzjikistan                                                                                                 | 4                  |                                                                                                  |
| Kiribati                       | Oceanië       | | 0                  | Grote Oceaan                                                                                     |
| Koeweit                        | Azië          | Irak Saoedi-Arabië | 1                  | Perzische Golf                                                                                   |
| Kroatië                        | Europa        | Bosnië en Herzegovina Hongarije Montenegro Servië Slovenië                                                                                | 4                  | Adriatische Zee                                                                                  |
| Laos                           | Azië          | Cambodja China Myanmar Thailand Vietnam                                                                                                   | 5                  |                                                                                                  |
| Lesotho                        | Afrika        | Zuid-Afrika | 0                  |                                                                                                  |
| Letland                        | Europa        | Estland Litouwen Rusland Wit-Rusland | 3                  | Oostzee                                                                                          |
| Libanon                        | Azië          | Israël Syrië | 1                  | Middellandse Zee                                                                                 |
| Liberia                        | Afrika        | Guinee Ivoorkust Sierra Leone | 2                  | Atlantische Oceaan                                                                               |
| Libië                          | Afrika        | Algerije Egypte Niger Soedan Tunesië Tsjaad                                                                                               | 5                  | Middellandse Zee                                                                                 |
| Liechtenstein                  | Europa        | Oostenrijk Zwitserland | 2                  |                                                                                                  |
| Litouwen                       | Europa        | Letland Polen Rusland Wit-Rusland | 3                  | Oostzee                                                                                          |
| Luxemburg                      | Europa        | België Duitsland Frankrijk | 3                  |                                                                                                  |
| Noord-Macedonië                | Europa        | Albanië Bulgarije Griekenland Kosovo Servië                                                                                               | 5                  |                                                                                                  |
| Madagaskar                     | Afrika        | | 0                  | Indische Oceaan Straat Mozambique                                                                |
| Malawi                         | Afrika        | Mozambique Tanzania Zambia | 2                  |                                                                                                  |
| Malediven                      | Azië          | | 0                  | Indische Oceaan                                                                                  |
| Maleisië                       | Azië          | Brunei Indonesië Singapore Thailand | 0                  | Indische Oceaan Zuid-Chinese Zee                                                                 |
| Mali                           | Afrika        | Algerije Burkina Faso Guinee Ivoorkust Niger Mauritanië Senegal                                                                           | 7                  |                                                                                                  |
| Malta                          | Europa        | | 0                  | Middellandse Zee                                                                                 |
| Marokko                        | Afrika        | Algerije Spanje Westelijke Sahara/SADR | 1                  | Atlantische Oceaan Middellandse Zee                                                              |
| Marshalleilanden               | Oceanië       | | 0                  | Grote Oceaan                                                                                     |
| Mauritanië                     | Afrika        | Algerije Mali Senegal Westelijke Sahara/SADR                                                                                              | 3                  |                                                                                                  |
| Mauritius                      | Afrika        | | 0                  | Indische Oceaan                                                                                  |
| Mexico                         | Noord-Amerika | Belize Guatemala Verenigde Staten | 1                  | Caraïbische Zee Golf van Mexico Grote Oceaan                                                     |
| Micronesië                     | Oceanië       | | 0                  | Grote Oceaan                                                                                     |
| Moldavië                       | Europa        | Oekraïne Roemenië | 2                  |                                                                                                  |
| Monaco                         | Europa        | Frankrijk | 0                  | Middellandse Zee                                                                                 |
| Mongolië                       | Azië          | China Rusland | 2                  |                                                                                                  |
| Montenegro                     | Europa        | Albanië Bosnië en Herzegovina Kosovo Kroatië Servië                                                                                       | 4                  | Adriatische Zee                                                                                  |
| Mozambique                     | Afrika        | Malawi Swaziland Tanzania Zambia Zimbabwe Zuid-Afrika                                                                                     | 5                  | Indische Oceaan Straat Mozambique                                                                |
| Myanmar                        | Azië          | Bangladesh China India Laos Thailand | 4                  | Andamanse Zee Golf van Bengalen                                                                  |
| Namibië                        | Afrika        | Angola Botswana Zambia Zuid-Afrika | 3                  | Atlantische Oceaan                                                                               |
| Nauru                          | Oceanië       | | 0                  | Grote Oceaan                                                                                     |
| Nederland                      | Europa        | België Duitsland Frankrijk | 1                  | Caraïbische Zee Noordzee                                                                         |
| Nepal                          | Azië          | China India | 2                  |                                                                                                  |
| Nicaragua                      | Noord-Amerika | Costa Rica Honduras | 0                  | Caraïbische Zee Grote Oceaan                                                                     |
| Nieuw-Zeeland                  | Oceanië       | | 0                  | Grote Oceaan Tasmanzee                                                                           |
| Niger                          | Afrika        | Algerije Benin Burkina Faso Libië Mali Nigeria Tsjaad                                                                                     | 6                  |                                                                                                  |
| Nigeria                        | Afrika        | Benin Kameroen Niger Tsjaad | 1                  | Golf van Guinee                                                                                  |
| Noord-Korea                    | Azië          | China Rusland Zuid-Korea | 1                  | Gele Zee Japanse Zee Koreabaai                                                                   |
| Noorwegen                      | Europa        | Finland Rusland Zweden | 2                  | Atlantische Oceaan Noordelijke IJszee                                                            |
| Oeganda                        | Afrika        | Congo-Kinshasa Kenia Rwanda Soedan Tanzania                                                                                               | 4                  |                                                                                                  |
| Oekraïne                       | Europa        | Hongarije Moldavië Polen Roemenië Rusland Slowakije Wit-Rusland                                                                           | 7                  | Zwarte Zee                                                                                       |
| Oezbekistan                    | Azië          | Afghanistan Kazachstan Oezbekistan Tadzjikistan Turkmenistan                                                                              | 5                  |                                                                                                  |
| Oman                           | Azië          | Jemen Saoedi-Arabië Verenigde Arabische Emiraten                                                                                          | 2                  | Arabische Zee Golf van Oman Indische Oceaan Perzische Golf                                       |
| Oostenrijk                     | Europa        | Duitsland Hongarije Italië Liechtenstein Slovenië Slowakije Tsjechië Zwitserland                                                          | 9                  |                                                                                                  |
| Oost-Timor                     | Azië          | Indonesië | 0                  | Bandazee Savoezee Timorzee                                                                       |
| Pakistan                       | Azië          | Afghanistan China India | 3                  | Arabische Zee                                                                                    |
| Palau                          | Oceanië       | | 0                  | Grote Oceaan                                                                                     |
| Palestina                      | Azië          | Egypte Israël Jordanië | 2                  | Middellandse Zee                                                                                 |
| Panama                         | Noord-Amerika | Colombia Costa Rica | 0                  | Caraïbische Zee Grote Oceaan                                                                     |
| Papoea-Nieuw-Guinea            | Oceanië       | Indonesië | 0                  | Bismarckzee Grote Oceaan Koraalzee Salomonzee                                                    |
| Paraguay                       | Zuid-Amerika  | Argentinië Bolivia Brazilië | 3                  |                                                                                                  |
| Peru                           | Zuid-Amerika  | Bolivia Brazilië Chili Colombia Ecuador                                                                                                   | 4                  | Grote Oceaan                                                                                     |
| Polen                          | Europa        | Duitsland Litouwen Oekraïne Rusland Slowakije Tsjechië Wit-Rusland                                                                        | 6                  | Oostzee                                                                                          |
| Portugal                       | Europa        | Spanje | 0                  | Atlantische Oceaan                                                                               |
| Qatar                          | Azië          | Saoedi-Arabië | 0                  | Perzische Golf                                                                                   |
| Roemenië                       | Europa        | Bulgarije Hongarije Moldavië Oekraïne Servië                                                                                              | 5                  | Zwarte Zee                                                                                       |
| Rusland                        | Azië/Europa   | Azerbeidzjan China Estland Finland Georgië Kazachstan Letland Litouwen Mongolië Noord-Korea Noorwegen Oekraïne Polen Wit-Rusland          | 10                 | Beringzee Grote Oceaan Kaspische Zee Noordelijke IJszee Oostzee Zwarte Zee                       |
| Rwanda                         | Afrika        | Burundi Congo-Kinshasa Oeganda Tanzania                                                                                                   | 4                  |                                                                                                  |
| Saint Kitts en Nevis           | Noord-Amerika | | 0                  | Caraïbische Zee                                                                                  |
| Saint Lucia                    | Noord-Amerika | | 0                  | Atlantische Oceaan Caraïbische Zee                                                               |
| Saint Vincent en de Grenadines | Noord-Amerika | | 0                  | Atlantische Oceaan Caraïbische Zee                                                               |
| Salomonseilanden               | Oceanië       | | 0                  | Grote Oceaan                                                                                     |
| Samoa                          | Oceanië       | | 0                  | Grote Oceaan                                                                                     |
| San Marino                     | Europa        | Italië | 0                  |                                                                                                  |
| Saoedi-Arabië                  | Azië          | Irak Jemen Jordanië Koeweit Oman Qatar Verenigde Arabische Emiraten                                                                       | 4                  | Indische Oceaan Perzische Golf Rode Zee                                                          |
| Sao Tomé en Principe           | Afrika        | | 0                  | Atlantische Oceaan Golf van Guinee                                                               |
| Senegal                        | Afrika        | Gambia Guinee Guinee-Bissau Mali Mauritanië                                                                                               | 3                  | Atlantische Oceaan                                                                               |
| Servië                         | Europa        | Albanië Bosnië en Herzegovina Bulgarije Hongarije Kosovo Kroatië Noord-Macedonië Montenegro Roemenië                                      | 8                  |                                                                                                  |
| Seychellen                     | Afrika        | | 0                  | Indische Oceaan                                                                                  |
| Sierra Leone                   | Afrika        | Guinee Liberia | 1                  | Atlantische Oceaan                                                                               |
| Singapore                      | Azië          | Maleisië | 0                  | Zuid-Chinese Zee                                                                                 |
| Slovenië                       | Europa        | Hongarije Italië Kroatië Oostenrijk | 3                  | Adriatische Zee                                                                                  |
| Slowakije                      | Europa        | Hongarije Oekraïne Oostenrijk Polen Tsjechië                                                                                              | 5                  |                                                                                                  |
| Soedan                         | Afrika        | Centraal-Afrikaanse Republiek Egypte Eritrea Ethiopië Libië Tsjaad Zuid-Soedan                                                            | 6                  | Rode Zee                                                                                         |
| Somalië                        | Afrika        | Djibouti Ethiopië Kenia | 2                  | Indische Oceaan Golf van Aden                                                                    |
| Spanje                         | Europa        | Andorra Frankrijk Gibraltar Marokko Portugal                                                                                              | 2                  | Atlantische Oceaan Golf van Biskaje Middellandse Zee                                             |
| Sri Lanka                      | Azië          | | 0                  | Golf van Bengalen Indische Oceaan                                                                |
| Suriname                       | Zuid-Amerika  | Brazilië Frankrijk Guyana | 2                  | Atlantische Oceaan                                                                               |
| Swaziland                      | Afrika        | Mozambique Zuid-Afrika | 2                  |                                                                                                  |
| Syrië                          | Azië          | Irak Israël Jordanië Libanon Turkije | 4                  | Middellandse Zee                                                                                 |
| Tadzjikistan                   | Azië          | Afghanistan China Kirgizië Oezbekistan | 4                  |                                                                                                  |
| Taiwan                         | Azië          | | 0                  | Oost-Chinese Zee Zuid-Chinese Zee                                                                |
| Tanzania                       | Afrika        | Burundi Congo-Kinshasa Kenia Malawi Mozambique Rwanda Oeganda Zambia                                                                      | 3                  | Indische Oceaan                                                                                  |
| Thailand                       | Azië          | Cambodja Laos Maleisië Myanmar | 2                  | Andamanse Zee Golf van Bengalen Golf van Thailand Indische Oceaan Zuid-Chinese Zee               |
| Togo                           | Afrika        | Benin Burkina Faso Ghana | 2                  | Baai van Benin                                                                                   |
| Tonga                          | Oceanië       | | 0                  | Grote Oceaan                                                                                     |
| Trinidad en Tobago             | Zuid-Amerika  | | 0                  | Atlantische Oceaan Caraïbische Zee                                                               |
| Tsjaad                         | Afrika        | Centraal-Afrikaanse Republiek Kameroen Libië Niger Nigeria Soedan                                                                         | 4                  |                                                                                                  |
| Tsjechië                       | Europa        | Duitsland Oostenrijk Polen Slowakije | 4                  |                                                                                                  |
| Tunesië                        | Afrika        | Algerije Libië | 1                  | Middellandse Zee                                                                                 |
| Turkije                        | Azië/Europa   | Armenië Azerbeidzjan Bulgarije Georgië Griekenland Irak Iran Syrië                                                                        | 5                  | Egeïsche Zee Middellandse Zee Zee van Marmara Zwarte Zee                                         |
| Turkmenistan                   | Azië          | Afghanistan Iran Kazachstan Oezbekistan                                                                                                   | 3                  | Kaspische Zee                                                                                    |
| Tuvalu                         | Oceanië       | | 0                  | Grote Oceaan                                                                                     |
| Uruguay                        | Zuid-Amerika  | Argentinië Brazilië | 1                  | Atlantische Oceaan                                                                               |
| Vanuatu                        | Oceanië       | | 0                  | Grote Oceaan                                                                                     |
| Vaticaanstad                   | Europa        | Italië | 0                  |                                                                                                  |
| Venezuela                      | Zuid-Amerika  | Brazilië Colombia Guyana | 2                  | Caraïbische Zee                                                                                  |
| Verenigde Arabische Emiraten   | Azië          | Oman Saoedi-Arabië | 1                  | Perzische Golf                                                                                   |
| Verenigde Staten               | Noord-Amerika | Canada Mexico | 0                  | Atlantische Oceaan Golf van Mexico Grote Oceaan Noordelijke IJszee                               |
| Verenigd Koninkrijk            | Europa        | Ierland | 0                  | Atlantische Oceaan Het Kanaal Ierse Zee Keltische Zee Noordzee                                   |
| Vietnam                        | Azië          | Cambodja China Laos | 2                  | Golf van Thailand Grote Oceaan Zuid-Chinese Zee                                                  |
| Westelijke Sahara/SADR         | Afrika        | Algerije Marokko Mauritanië | 2                  | Atlantische Oceaan                                                                               |
| Wit-Rusland                    | Europa        | Letland Litouwen Oekraïne Polen Rusland                                                                                                   | 5                  |                                                                                                  |
| Zambia                         | Afrika        | Angola Botswana Congo-Kinshasa Malawi Mozambique Namibië Tanzania Zimbabwe                                                                | 8                  |                                                                                                  |
| Zimbabwe                       | Afrika        | Botswana Mozambique Zambia Zuid-Afrika | 4                  |                                                                                                  |
| Zuid-Afrika                    | Afrika        | Botswana Mozambique Lesotho Namibië Swaziland Zimbabwe                                                                                    | 5                  | Atlantische Oceaan Indische Oceaan                                                               |
| Zuid-Korea                     | Azië          | Noord-Korea | 0                  | Gele Zee Japanse Zee Koreabaai                                                                   |
| Zuid-Soedan                    | Afrika        | Centraal-Afrikaanse Republiek Congo-Kinshasa Ethiopië Kenia Oeganda Soedan                                                                | 6                  |                                                                                                  |
| Zweden                         | Europa        | Finland Noorwegen | 1                  | Oostzee                                                                                          |
| Zwitserland                    | Europa        | Duitsland Frankrijk Italië Liechtenstein Oostenrijk                                                                                       | 6                  |                                                                                                  |